# Henning Grove
Henning Kvist Gregersen Grove, född 7 april 1932 i Svoldrup, död 9 maj 2014, var en dansk veterinär och politiker (Det Konservative Folkeparti) samt fiskeriminister i Poul Schlüters första regering 1982-1986. Han var folketingsledamot 1977-2001.
Henning Grove var son till gårdsägaren Peder Grove och Anna Marie Gregersen. Skolgången tillbringade han på Haubro friskole (1939-1945) och Års realskole (1945-1947) och han tog studentexamen från Rungsted statsskole 1952. Han tog sedan veterinärexamen från Kgl. Veterinær- og Landbohøjskole 1958 och öppnade en egen praktik i Skals 1960. Han var ledamot i Viborg Amts Dyrlægeforening (1970-1975) och därefter ordförande (1975-1977). Hans politiska karriär började i Låstrup-Skals sockenstämma (1966-1970) och som ledamot i Viborg amtsråd (1970-1978, motsvarade Sveriges landsting) och ordförande av dess sjukhusutskott (1974-1978). Han utsågs till partiets folketingskandidat i Viborgs valkrets 1973 och blev invald 1977. Han var ledamot i finansutskottet 1982 och utsågs samma år till fiskeriminister i Poul Schlüters koalitionsregering. Som sådan deltog han därmed i de långdragna förhandlingarna i EG om fiskekvoter. Han innehade denna befattning till 1986, då han återgick som ordinarie ledamot i Folketinget. Han var ordförande av jordbruks- och fiskeriutskottet (1987-1988), europautskottet (1987-1991) och justitieutskottet (1991-1994). Han var dessutom partiets vice gruppordförande (1989-1997) och ledamot i Folketingets presidium (1993-2001). Han var åter ledamot i Viborg amtsråd och dess ekonomiutskott (1994-2001).

## Utmärkelser
- Kommendör av första graden av Dannebrogorden,  1997[4]
- Isländska falkorden
- Finlands Lejons orden

[Redigera Wikidata]